# Gdzie jest mój agent?
Gdzie jest mój agent? (fr. Dix pour cent) – francuski komediowo-obyczajowy serial telewizyjny, produkowany na zlecenie publicznego nadawcy France Télévisions. Światowa prapremiera serialu miała miejsce 25 września 2015 na antenie szwajcarskiego kanału RTS Un, zaś w rodzimej Francji jest emitowany premierowo od 14 października 2015 na antenie France 2. Prawa do dystrybucji w Polsce posiadała platforma Netflix. Dotychczas wyemitowano 24 odcinki w czterech seriach. 
Twórczynią koncepcji serialu i jego scenarzystką wiodącą jest Fanny Herrero. Kierownikiem artystycznym pierwszego sezonu, w tym reżyserem premierowego odcinka, był Cédric Klapisch.
Polską wersją serialu jest produkcja Mój agent udostępniana na platformie VOD Player.

## Opis fabuły
Akcja serialu rozgrywa się w prestiżowej paryskiej agencji aktorskiej ASK, reprezentującej interesy wielu gwiazd francuskiego kina i telewizji. Głównymi bohaterami jest czwórka wiodących agentów ASK, starających się uratować firmę po nagłej śmierci jej charyzmatycznego założyciela. 
Charakterystyczną cechą serialu są gościnne występy autentycznych francuskich gwiazd. Choć występują one pod własnymi nazwiskami, co ma stworzyć złudzenie realizmu, w istocie grają fikcyjne wersje samych siebie, zaś przypisywane im sytuacje czy zachowania są tworzone przez scenarzystów. 

## Obsada

### Główna obsada
- Camille Cottin(inne języki) jako Andréa Martel, jedna z czwórki głównych agentów ASK
- Thibault de Montalembert(inne języki) jako Mathias Barneville, jeden z czwórki głównych agentów ASK
- Grégory Montel(inne języki) jako Gabriel Sarda, jeden z czwórki głównych agentów ASK
- Liliane Rovère(inne języki) jako Arlette Azémar, jedna z czwórki głównych agentów ASK (sama określająca się mianem impresaria)
- Fanny Sidney(inne języki) jako Camille, córka Mathiasa i asystentka Andrei
- Laure Calamy jako Noémie, asystentka Mathiasa
- Nicolas Maury(inne języki) jako Hervé, asystent Gabriela
- Stéfi Celma(inne języki) jako Sofia, recepcjonistka

### Gościnnie pod własnym nazwiskiem

#### Sezon 1
- Cécile de France
- Françoise Fabian (również w sezonie 3)
- Line Renaud (również w sezonie 3)
- Nathalie Baye (również w sezonie 4)
- Laura Smet(inne języki)
- Dominique Besnehard(inne języki) (również w sezonie 3)
- Gilles Lellouche
- Audrey Fleurot(inne języki) (również w sezonie 3)
- Zinedine Soualem(inne języki)
- Julie Gayet (również w sezonie 4)
- Joey Starr (również w sezonie 3)
- François Berléand

#### Sezon 2
- Virginie Efira
- Ramzy Bedia(inne języki)
- Michel Drucker
- Fabrice Luchini
- Christophe Lambert
- Norman Thavaud(inne języki)
- Aymeline Valade(inne języki)
- Julien Doré (również w sezonie 3)
- Isabelle Adjani
- Guy Marchand (również w sezonie 3)
- Juliette Binoche
- Augustin Trapenard(inne języki)

#### Sezon 3
- Jean Dujardin
- Monica Bellucci
- Gérard Lanvin
- Isabelle Huppert
- Cédric Kahn
- Béatrice Dalle
- Claude Lelouch[1]

#### Sezon 4
- Charlotte Gainsbourg
- Mimie Mathy
- Xavier Beauvois
- Franck Dubosc
- Tony Parker
- José Garcia
- Valérie Donzelli
- Sandrine Kiberlain
- Muriel Robin
- Marina Rollman
- Sigourney Weaver
- Guillaume Gallienne
- Bernard Verley
- Rayane Bensetti
- Jean Reno
- Lolita Chammah

## Spis serii
| Seria | Odcinki   | Sezon       | Premiera serii       | Finał serii          |
| ----- | --------- | ----------- | -------------------- | -------------------- |
| 1.    | 1–6 (6)   | jesień 2015 | 14 października 2015 | 28 października 2015 |
| 2.    | 7–12 (6)  | wiosna 2017 | 19 kwietnia 2017     | 10 maja 2017         |
| 3.    | 13–18 (6) | jesień 2018 | 14 listopada 2018    | 29 listopada 2018    |
| 4.    | 19–24 (6) | jesień 2020 | 21 października 2020 | 4 listopada 2020     |